# Тур де Негрю
Тур-де-Негрю (корс. Torra di Negru) является Генуэзской башней, расположенная в коммуне Ольмета-ди-Капокорсо (Верхняя Корсика), на побережье французского острова Корсика. Башня находится на берегу на западном побережье мыса Кап-Корс.
Башня была одной из серии береговой обороны, построенных по генуэзской Республике между 1530 и 1620, чтобы остановить нападения Берберийских пиратов. Башня была построена приблизительно в 1560. Она включена в список, составленный Генуэзской власти в 1617 г., в котором зафиксировано, что находится под охраной двух мужчин, но только ночью.
В 1992 году  башня была указана в качестве одного из официальных исторических памятников Франции.

## Внешние ссылки
- Negru : Présentation (фр.). I Torregiani. Дата обращения: 18 мая 2014. Архивировано из оригинала 5 марта 2016 года.Проверено 18 Мая 2014.
- Включает в себя информацию о том, как достигнуть 90 башен и множество фотографий.